# Nada Al-Nashif
Nada Youssef A. Al Nashif, mais conhecida por Nada Al-Nashif, é a Alta Comissária Adjunta para os Direitos Humanos das Nações Unidas, desde fevereiro de 2020. Foi Diretora-geral Adjunta de Ciências Sociais e Humanas da Organização das Nações Unidas para a Educação, a Ciência e a Cultura (UNESCO), ex-Diretora-geral Assistente e ex-Diretora Regional da Organização Internacional do Trabalho (OIT) para os Estados Árabes, em Beirute, e atuou também no Programa das Nações Unidas para o Desenvolvimento (PNUD) nos escritórios da Líbia, Líbano, Iraque e na Sede da ONU em Nova Iorque.
Al-Nashif atua no Conselho de Curadores da Birzeit University e como consultora para a ONG de desenvolvimento humano Taawon. Ela é autora de vários artigos com foco em temas relacionados aos direitos humanos.

## Biografia
Al-Nashif nasceu e cresceu no Kuwait, onde viveu com sua família até a invasão do Iraque em 1990, mudando-se em seguida para Amã, Jordânia.
Obteve o título de bacharel em Filosofia, Política e Economia pela Balliol College, Universidade de Oxford, em 1987, e mestrado em Políticas Públicas pela Harvard Kennedy University School of Government, em 1991.
Al-Nashif ficou gravemente ferida no ataque ao Hotel Canal em Bagdá, na tarde de 19 de agosto de 2003, que feriu mais de 100 pessoas e matou pelo menos 22 pessoas, incluindo o Representante Especial das Nações Unidas no Iraque, Sérgio Vieira de Mello.
Iniciou sua carreira no Programa das Nações Unidas para o Desenvolvimento (PNUD), onde trabalhou nos Escritórios da Líbia (1992-1995), Líbano (2000-2004), Iraque (2003) e na sede em Nova Iorque (1995-2000, 2005-2006). Entre 2007 e 2014, atuou como Diretora-geral Assistente e Diretora Regional do Conselho Administrativo da OIT para os Estados Árabes, em Beirute.
Em 2015, foi nomeada Diretora-geral Adjunta de Ciências Sociais e Humanas na UNESCO e ficou no cargo até ser nomeada Alta Comissária Adjunta para os Direitos Humanos das Nações Unidas, pelo Secretário-geral da ONU, António Guterres, em 6 de dezembro de 2019, assumindo o cargo em fevereiro de 2020, no lugar de Kate Gilmore, da Austrália. Em 7 de julho de 2021, Al-Nashif discursou na 47ª Sessão do Conselho de Direitos Humanos das Nações Unidas sobre a promoção dos direitos humanos através do esporte, sobre o ideal olímpico e o impacto da pandemia de COVID-19 no esporte.